# Viola curnowi
Viola curnowi är en violväxtart som beskrevs av George Claridge Druce. Viola curnowi ingår i släktet violer, och familjen violväxter. Inga underarter finns listade i Catalogue of Life.